# Troy Kemp
Troy Kemp (Nassau, 18 giugno 1966) è un ex altista bahamense, campione mondiale della specialità a Göteborg 1995.

## Biografia
In occasione della sua medaglia d'argento nel 1989 ai Campionati centroamericani e caraibici di San Juan di Porto Rico, il 1º classificato, il cubano Javier Sotomayor, stabilì il record mondiale con 2,44 m.
Partecipò a tre edizioni dei Giochi olimpici ottenendo come miglior risultato un settimo posto a Barcellona 1992.
Nel 1995 vinse il campionato del mondo saltando 2,37 m e prevalendo su Sotomayor per minor numero di errori.

## Record nazionali

### Seniores
- Salto in alto: 2,38 m ( Nizza, 12 luglio 1995)
- Salto in alto indoor: 2,36 m ( Weinheim, 18 marzo 1994)

## Palmarès
| Anno | Manifestazione      | Sede         | Evento        | Risultato | Prestazione | Note  |
| ---- | ------------------- | ------------ | ------------- | --------- | ----------- | ----- |
| 1987 | Giochi panamericani | Indianapolis | Salto in alto | Argento   | 2,28 m      | [ 2 ] |
| 1987 | Mondiali            | Roma         | Salto in alto | 17º       | 2,24 m      |       |
| 1988 | Giochi olimpici     | Seul         | Salto in alto | 20º       | 2,19 m      |       |
| 1989 | Mondiali indoor     | Budapest     | Salto in alto | 13º       | 2,25 m      |       |
| 1989 | Campionati CAC      | San Juan     | Salto in alto | Argento   | 2,26 m      | [ 1 ] |
| 1991 | Mondiali indoor     | Siviglia     | Salto in alto | 14º       | 2,20 m      |       |
| 1991 | Giochi panamericani | L'Avana      | Salto in alto | Argento   | 2,32 m      | [ 2 ] |
| 1991 | Mondiali            | Tokyo        | Salto in alto | 5º        | 2,34 m      |       |
| 1992 | Giochi olimpici     | Barcellona   | Salto in alto | 7º        | 2,31 m      |       |
| 1993 | Mondiali indoor     | Toronto      | Salto in alto | 4º        | 2,34 m      |       |
| 1993 | Mondiali            | Stoccarda    | Salto in alto | 5º        | 2,34 m      |       |
| 1995 | Mondiali            | Göteborg     | Salto in alto | Oro       | 2,37 m      |       |
| 1996 | Giochi olimpici     | Atlanta      | Salto in alto | 13º       | 2,25 m      |       |

## Altre competizioni internazionali
1994
- Argento alla Grand Prix Final ( Parigi), salto in alto - 2,33 m